# Saint-Cyr-de-Valorges
Saint-Cyr-de-Valorges é uma comuna francesa na região administrativa de Auvérnia-Ródano-Alpes, no departamento de Loire. Estende-se por uma área de 9,91 km². Em 2010 a comuna tinha 320 habitantes (densidade: 32,3 hab./km²).